# SP-63
A SP-63 é uma rodovia transversal do estado de São Paulo, administrada pelo Departamento de Estradas de Rodagem do Estado de São Paulo (DER-SP) e pela concessionária Rota das Bandeiras.

## Denominações
Recebe as seguintes denominações em seu trajeto:
- Nome:	Romildo Prado, Rodovia;	De - até: Louveira - Itatiba
- Nome:	Luciano Consoline, Rodovia; De - até: Trecho da SP-63 entre os quilômetros 18,6 e 25 em Itatiba
- Nome:	Alkindar Monteiro Junqueira, Rodovia; De - até:	Itatiba - Bragança Paulista
- Nome:	Aldo Bollini, Padre, Rodovia;	De - até: Bragança Paulista - Piracaia

## Descrição
Liga as cidades de Louveira a Piracaia. Um trecho com 15,7 km de extensão entre os municípios de Itatiba e Louveira está sob responsabilidade da Rota das Bandeiras desde abril de 2009. Em abril de 2012, seu volume de tráfego era de 35 mil veículos por dia.